# Зимові Азійські ігри 1999
Зимові Азійські ігри 1999, або IV Зимові Азійські ігри — міжнародне спортивне змагання, яке відбувалось з 30 січня по 6 лютого 1999 року в Канвон, Південна Корея. Південна Корея вперше прийняла ігри такого роду.

## Талісман
|  | Талісманом цих ігор став чорний ведмежа з півмісяцем на грудях на ім'я Гомтоллі (кор. 곰돌이) |

## Місця проведення
- Йонпхьон — гірськолижний спорт та оргкомітет.
  - Крита ковзанка у Йонпхьон — змагання з шорт-треку, фігурного катання, церемонії.
  - Майданчик для змагань з лижних перегонів
  - Майданчик для змагань з біатлону
- Крита ковзанка у Каннин — хокей зі шайбою
- Крита ковзанка у Чхунчхон — ковзанярський спорт

## Види спорту
- Гірськолижний спорт (6) (докладніше)

- Біатлон (6) (докладніше)

- Лижні перегони (6) (докладніше)

- Хокей із шайбою (2) (докладніше)

- Шорт-трек (10) (докладніше)

- Ковзанярський спорт (9) (докладніше)

- Фігурне катання (4) (докладніше)

## Календар
| ● | Церемонія відкриття | ● | Змагання | ● | Фінал | ● | Церемонія закриття |

| Січень / Лютий 1999    | 30.01 | 31.01 | 1.02 | 2.02 | 3.02 | 4.02 | 5.02 | 6.02 | Золоті медалі |
| ---------------------- | ----- | ----- | ---- | ---- | ---- | ---- | ---- | ---- | ------------- |
| Гірськолижний спорт    |       | 1     | 1    | 1    | 1    | 1    | 1    |      | 6             |
| Біатлон                |       |       | 2    |      | 2    |      | 2    |      | 6             |
| Лижні перегони         |       | 1     | 1    | 1    | 1    | 1    | 1    |      | 6             |
| Фігурне катання        |       |       |      |      |      | 1    | 3    |      | 4             |
| Хокей з шайбою         |       |       |      |      |      | 1    |      | 1    | 2             |
| Шорт-трек              |       | 4     | 6    |      |      |      |      |      | 10            |
| Ковзанярський спорт    |       |       |      | 2    | 2    | 2    | 3    |      | 9             |
| Всього золотих медалей |       | 6     | 10   | 4    | 6    | 6    | 10   | 1    | 43            |
| Церемонії              | ●     |       |      |      |      |      |      | ●    |               |
| Січень / Лютий 1999    | 30.01 | 31.01 | 1.02 | 2.02 | 3.02 | 4.02 | 5.02 | 6.02 | Золоті медалі |

## Країни-учасники
У змаганні брало участь 21 країн (з них 7 неконкурентні країни).
| Країна            |
| ----------------- |
| Китай             |
| Індія             |
| Японія            |
| Монголія          |
| Гонконг           |
| Узбекистан        |
| Киргизстан        |
| Кувейт            |
| Ліван             |
| Пакистан          |
| Південна Корея    |
| Казахстан         |
| Іран              |
| Китайський Тайбей |

| Неконкурентні країни |
| -------------------- |
| Бутан                |
| Макао                |
| Непал                |
| Філіппіни            |
| Сінгапур             |
| Шрі-Ланка            |
| В'єтнам              |

## Таблиця медалей
| Місце   | Країна         | Золото | Срібло | Бронза | Загалом |
| ------- | -------------- | ------ | ------ | ------ | ------- |
| 1       | Китай          | 15     | 10     | 11     | 36      |
| 2       | Південна Корея | 11     | 10     | 14     | 35      |
| 3       | Казахстан      | 10     | 8      | 7      | 25      |
| 4       | Японія         | 6      | 14     | 9      | 29      |
| 5       | Узбекистан     | 1      | 1      | 1      | 3       |
| Загалом | Загалом        | 43     | 43     | 42     | 128     |